# Marcin Kuś
Marcin Kuś (* 2. Oktober 1981 in Warschau, Polen) ist ein ehemaliger polnischer Fußballspieler.

## Vereinskarriere
Marcin Kuś begann seine Karriere bei Polonia Warschau. In der Saison 1999/00 debütierte er in der Ekstraklasa. 2004 wechselte er zu Lech Posen. Hier konnte er sich aber nur bedingt durchsetzen und wurde nach England zu den Queens Park Rangers verkauft. Nach einer wenig erfolgreichen Hinrunde bei den Engländern wechselte er anschließend nach Russland zu Torpedo Moskau. Hier war er fester Bestandteil der Mannschaft. Ende 2007 wechselte er aus persönlichen Gründen zurück nach Polen zu Korona Kielce. Hier zeigte er über zwei Saisons starke Leistungen und wurde zwischenzeitlich auch wieder ins Nationalteam berufen. Nach der Saison 2007/08 wurde Korona Kielce in die 2. Liga degradiert und Kuś verließ den Verein in Richtung Türkei. Seit der Saison 2008/09 spielt er für den türkischen Klub Istanbul Büyükşehir Belediyespor und ist hier Stammspieler. Nach einem Trainerwechsel im Sommer 2012 bekam Kuś keine Chance mehr für weitere Einsätzen, weshalb er seinen Vertrag Ende 2012 auflöste. Im März 2013 kehrte er nach Polen zurück und unterschrieb einen Vertrag bei Górnik Zabrze bis zum Saisonende. Für Górnik Zabrze absolvierte Marcin Kuś allerdings, wegen lizenzrechtlicher Probleme, kein einziges Spiel. Zur Saison 2013/14 unterschrieb er am 26. Juni 2013 einen Vertrag mit dem Aufsteiger KS Cracovia. In der Liga kam er 16 Mal zum Einsatz. Zur Saison 2014/2015 wechselte Marcin Kuś zum Ligakonkurrenten Ruch Chorzów. Für Ruch bestritt er allerdings nur 9 Ligaspiele und musste nach der Saison 2014/2015 seine aktive Profikarriere aufgrund von vielen Verletzungen beenden.

## Nationalmannschaft
In der Polnischen Nationalmannschaft debütierte er am 21. August 2002 gegen Belgien (1:1). Zwischen 2002 und 2008 absolvierte er sieben Spiele für Polen.

## Erfolge
- Polnischer Meister (2000)
- Polnischer Pokalsieger (2001)

## Wissenswertes
Sein Schwager Rafał Szwed war ebenfalls Fußballprofi und spielte unter anderem für Sokół Tychy, Stomil Olsztyn, Ruch Chorzów, Górnik Zabrze und Polonia Warschau in der polnischen Ekstraklasa. Außerdem absolvierte er 1 Länderspiel für Polen am 19. Juni 1999 in Bangkok gegen Neuseeland (0:0).